# 維達格里龍屬
維達格里龍屬（學名：Vitakridrinda）是獸腳亞目阿貝力龍科恐龍的一屬，生存於白堊紀晚期的巴基斯坦。
巴基斯坦地質測量局的一群古生物學家，在俾路支省發現許多恐龍化石，屬於Pab組的維達格里段（Vitakri Member），地質年代相當於馬斯垂克階。
正模標本包含：腦殼、一顆牙齒、兩個股骨、以及一個部分口鼻部。除此之外，一些脊椎也可能屬於維達格里龍。

## 外部連結
- Dinosaur Mailing List （页面存档备份，存于）
- Vitakridrinda（页面存档备份，存于） DinoData.org.